# 二人静 -「天河伝説殺人事件」より
「二人静 -「天河伝説殺人事件」より」（ふたりしずか てんかわでんせつさつじんじけん より）は、日本の歌手である中森明菜の楽曲。この楽曲は中森の26枚目のシングルとして、1991年3月25日にワーナー・パイオニア（現：ワーナーミュージック・ジャパン）のリプリーズ・レコードレーベルよりリリースされた (8cmCD: WPDL-4229, CT: WPSL-4190)。

## 背景
1991年3月25日にCDシングル（8cmCD: WPDL-4229）とシングルカセット（CT：WPSL-4229）の2形態で同時発売された。
表題曲は松本隆が作詞を手掛け、関口誠人が作曲し、井上鑑によって編曲された。松本が中森に作詞提供したのは本曲が初めてとなった。
東映配給の角川映画『天河伝説殺人事件』の主題歌である。作曲を手掛けた関口も、同曲を「天河伝説殺人事件」のタイトルで1991年2月14日に発売している（同年3月21日リリースの関口のアルバム『悪戯』からの先行シングルとして）。なお、タイトルを除き、歌詞は同一である。関口がリリースした「天河伝説殺人事件」と共に映画の主題歌と位置付けられているが、映画本編では関口版が使用され、「二人静」はイメージソングとして主にプロモーション（テレビCM、映画館での予告映像等）として使用された。
1991年4月26日放送のテレビ朝日系音楽番組『ミュージックステーション』にて、中森は関口と共演、同曲を披露した。
1995年12月26日リリースのベスト・アルバム『true album akina 95 best』に新たに録音し直したバージョンが収録されている（編曲：向谷実）。
カップリング曲の「忘れて…」は、中森が作詞を手掛け、羽佐間健二が作曲し、小野沢篤が編曲を務めた楽曲である。羽佐間健二とはプロデューサー川原伸司氏のこの時だけのペンネームである。1991年7月27日・28日に開催されたライブ「夢 '91 Akina Nakamori Special Live」では、同ライブ限定の歌詞で歌唱した（同公演を収めたライブ・アルバム『Listen to Me』及び、ライブ・ビデオ『夢 '91 Akina Nakamori Special Live』にも限定バージョンを収録（歌詞カードも同様））。
本作は、中森がワーナー・パイオニア在籍時、最後にリリースしたシングルとなった。

## 批評
『CDジャーナル』は「二人静 -「天河伝説殺人事件」より」について、「日本的でありながらどこかミステリアスな雰囲気の漂う楽曲となっている。」と批評している。

## チャート成績
オリコン週間シングルチャートにおいて、1991年4月8日付で初登場し最高順位3位を記録。翌週の1991年4月15日付でも2週連続となる3位を記録した。同チャートの100位以内においては、計28週に渡ってランクインしている。同チャートで自身のシングル曲がトップ3入りしたのは、現時点で本作が最後となっている。また、1991年度のオリコン年間シングルチャートでは、21位を記録した。

## 収録曲
| #         | タイトル                             | 作詞      | 作曲       | 編曲      | 時間 |
| --------- | ------------------------------------ | --------- | ---------- | --------- | ---- |
| 1.        | 「二人静 -「天河伝説殺人事件」より」 | 松本隆    | 関口誠人   | 井上鑑    | 4:08 |
| 2.        | 「忘れて…」                          | 中森明菜  | 羽佐間健二 | 小野沢篤  | 2:48 |
| 合計時間: | 合計時間:                            | 合計時間: | 合計時間:  | 合計時間: | 6:56 |

### 規格
- 1998年11月26日 - 12cmCD: WPC6-8683[19]
- 2008年11月12日 - デジタル・ダウンロード[20][21]
- 2014年6月18日 - 12cmCD「Singles Box 1982-1991」の一枚として

## クレジット
- 撮影: 柳沢秀昭[6]

## 収録アルバム
二人静 -「天河伝説殺人事件」より
- 『BEST III』[5]
- 『オールタイム・ベスト -オリジナル-』

忘れて…
- 『BEST III』